# 1110年代
| 千纪： | 2千纪                                                                                            |
| 世纪： | 11世纪 \| 12世纪 \| 13世纪                                                                       |
| 年代： | 1080年代 \| 1090年代 \| 1100年代 \| 1110年代 \| 1120年代 \| 1130年代 \| 1140年代                 |
| 年份： | 1110年 \| 1111年 \| 1112年 \| 1113年 \| 1114年 \| 1115年 \| 1116年 \| 1117年 \| 1118年 \| 1119年 |

## 大事记
- 1115年，阿骨打起兵反辽，建立金朝。
- 1119年，宋江起义。

## 出生
- 平清盛（1118年）

## 逝世
- 烏雅束（1113年）

## 以此年代为背景的文学作品
- 《水浒传》
- 《金瓶梅》